# Jambusar
Jambusar är en ort i Indien.   Den ligger i distriktet Bharūch och delstaten Gujarat, i den västra delen av landet, 900 km sydväst om huvudstaden New Delhi. Jambusar ligger 27 meter över havet och antalet invånare är 41 594.
Terrängen runt Jambusar är mycket platt. Runt Jambusar är det ganska tätbefolkat, med 185 invånare per kvadratkilometer. Jambusar är det största samhället i trakten. Trakten runt Jambusar består till största delen av jordbruksmark.